# Geher-Länderkampf der Männer 1978 Ungarn – BR Deutschland – Schweden – Spanien
| 7. Leichtathletik-Länderkampf mit bundesdeutscher Beteiligung 1978       | 7. Leichtathletik-Länderkampf mit bundesdeutscher Beteiligung 1978 |
| ------------------------------------------------------------------------ | ------------------------------------------------------------------ |
|                                                                          |                                                                    |
| Geher-Vergleich der Männer: Ungarn – BR Deutschland – Schweden – Spanien |                                                                    |
| Austragungsort                                                           | Ajka                                                               |
| Wettbewerbe                                                              | 2                                                                  |
| Datum                                                                    | 24./25. Juni                                                       |
| 1. FRG 2. ESP 3. HUN 4. SWE                                              | 51 Punkte 44 Punkte 39 Punkte 18 Punkte                            |
| Chronik                                                                  |                                                                    |
| ← FRG-ROU (F)                                                            | FRA-FRG (M) →                                                      |

Den siebten Vergleich des Länderkampfjahres 1978 bestritten wieder die Geher, die am 24./25. Juni im ungarischen Ort Ajka einen Vierländerkampf mit Ungarn, Schweden und Spanien austrugen. Das Aufeinandertreffen dieser vier Nationen in einem Gehervergleich fand zum ersten Mal statt. Im Vorjahr hatte es allerdings einen Dreiländervergleich gegeben, in dem aus dem diesjährigen Quartett nur Spanien nicht beteiligt war. In der Vorjahresbegegnung hatte Ungarn gesiegt.

## Modus
Wie gewohnt standen zwei Wettbewerbe auf dem Programm, das Straßengehen über 20 und diesmal 50 Kilometer. Jede Nation konnte je Wettbewerb vier Geher stellen, von denen die drei Besten gewertet wurden. Schweden trat über 20 Kilometer mit nur drei Gehern an und war über 50 Kilometer mit nur einem Teilnehmer vertreten, der den Wettkampf aufgab, nachdem er am Vortag bereits auf der kürzeren Distanz gestartet war. Spanien stellte in beiden Disziplinen je drei Geher. Ungarn war auf der längeren Distanz mit nur drei Athleten am Start. Die Punkte wurden folgendermaßen verteilt: 1. Platz: 13 P / 2. Pl.: 11 P / 3. Pl.: 10 P / 4. Pl.: 9 P / …

## Ergebnis
Auf beiden Distanzen gab es spanische Einzelsieger. Das reichte in der Endabrechnung nicht zu einem Sieg für Spanien. Die Platzierungen der bundesdeutschen Geher, mit denen sie vor allem im Wettbewerb über fünfzig Kilometer punkten konnten, brachten der Bundesrepublik Deutschland mit 51 Punkten den Sieg in diesem Vierländerkampf. Spanien belegte mit 44 Punkten Rang zwei. Vor Ungarn (39 Punkte). Die schwedischen Vertreter belegten mit achtzehn Punkten den vierten und letzten Platz.

## Legende
Kurze Übersicht zur Bedeutung der Symbolik – so üblicherweise auch in sonstigen Veröffentlichungen verwendet:
| DNF | nicht im Ziel (did not finish) |

## Resultate

### 20-km-Straßengehen
| Platz | Athlet              | Land | Zeit (h)  |
| ----- | ------------------- | ---- | --------- |
| 01    | José Marín          | ESP  | 1:26:19,0 |
| 02    | Bo Gustafsson       | SWE  | 1:26:47,6 |
| 03    | Imre Stankovics     | HUN  | 1:26:52,0 |
| 04    | Alfons Schwarz      | FRG  | 1:27:17,8 |
| 05    | Jorge Llopart       | ESP  | 1:28:39,2 |
| 06    | Hans Michalski      | FRG  | 1:30:49,6 |
| 07    | Jürgen Meyer        | FRG  | 1:31:55,6 |
| 08    | Daniel Björkgren    | SWE  | 1:32:02,6 |
| 09    | Wolfgang Wiedemann  | FRG  | 1:32:02,8 |
| 10    | János Szilágyi      | SWE  | 1:32:03,2 |
| 11    | László Pokrovenszky | HUN  | 1:32:57,0 |
| 12    | Per Möller          | SWE  | 1:33:07,6 |
| 13    | José Vinuesa        | ESP  | 1:41:44,4 |

### 50-km-Straßengehen
| Platz | Athlet            | Land | Zeit (h)  |
| ----- | ----------------- | ---- | --------- |
| 01    | Agustin Jorba     | ESP  | 4:08:45,0 |
| 02    | Gerhard Weidner   | FRG  | 4:10:35,8 |
| 03    | Hans Binder       | FRG  | 4:11:39,8 |
| 04    | László Sátor      | HUN  | 4:15:53,2 |
| 05    | Heinrich Schubert | FRG  | 4:16:35,2 |
| 06    | Karl Degener      | FRG  | 4:24:23,4 |
| 07    | János Dalmati     | HUN  | 4:25:58,6 |
| 0 8   | János Danovszky   | HUN  | 4:42:43,8 |
| 09    | Andräs Jung       | HUN  | 4:44:02,2 |
| 10    | José Oriols       | ESP  | 4:58:18,2 |
| 11    | Jesús Ramón       | ESP  | 4:59:49,6 |
| DNF   | Bo Gustafsson     | SWE  |           |